# Bosques vírgenes de Komi
Los Bosques vírgenes de Komi son parte del Patrimonio de la Humanidad de la Unesco. Se encuentran en la parte norte de los Montes Urales en la República Komi, Rusia. Con sus 32.800 km² es el bosque virgen más grande de Europa.
Los Bosques vírgenes de Komi pertenecen a la ecorregión de la taiga de los montes Urales. Las especies de árboles más abundantes son la picea siberiana (también llamado falso abeto siberiano), el abeto siberiano y el alerce siberiano; la cobertura del suelo comprende musgo y arándano. Este lugar también alberga más de 40 especies de criaturas de sangre caliente. En cuanto a los mamíferos más abundantes están el reno, la marta, la comadreja y la liebre; avistándose también osos, hurones, visones, ardillas, ardillas voladoras y zorros. Las especies de vertebrados en peligro son los lobos, los castores, los glotones, los linces y los sables. Además de los animales de sangre caliente, existen también 204 tipos de aves y 16 tipos de peces. La especie de ave más famosa es el pájaro del libro rojo ruso. Además, también abundan los urogallos, los pájaros carpinteros oscuros, los pájaros de cola azul y los urogallo.
El entorno pertenece a la Reserva natural Pechora-Ilich y al parque nacional Yugyd Va ruso. Su estatus como Patrimonio de la Humanidad fue reconocido en 1995, convirtiéndose en el primer entorno natural en alcanzar tal distinción en este país.  Este reconocimiento trajo consigo más fondos del extranjero y lo salvó de la inminente a manos de la compañía francesa HUET Holding. Sin embargo, la conservación de este sitio está aún amenazada, con talas ilegales y la minería del oro. Antes de su protección, la zona norte del parque nacional Yugyd Va se explotaba por sus depósitos de oro.
Los bosques vírgenes de Komi se extienden a lo largo del río Pechora, que es extremadamente claro. El río Pechora es un curso de agua en el noroeste de Rusia que fluye hacia el norte hasta el mar helado en el lado occidental del archipiélago.  Los bosques vírgenes de Komi también tienen cuevas kársticas.
El clima de los Bosques Vírgenes de Komi se caracteriza por inviernos largos y duros, con fuertes nevadas y temperaturas frías extremas. Los veranos son breves y frescos, con abundante precipitación y largas horas de luz solar. Las estaciones de primavera y otoño están marcadas por cambios rápidos de temperatura y un aumento de las precipitaciones. Este clima soporta un ecosistema único de bosques del norte, incluidos árboles de coníferas, musgos y líquenes, adaptados al frío extremo y a las cortas temporadas de crecimiento.

## Patrimonio de la Humanidad
Tres son las localizaciones de este lugar natural, Patrimonio de la Humanidad:
| Código  | Nombre                                | Coordenadas                                | Superficie   |
| ------- | ------------------------------------- | ------------------------------------------ | ------------ |
| 719-001 | Parque nacional Yugyd Va (Agua Clara) | 65°04′00″N 60°09′00″E / 65.06667, 60.15000 | 1,900.000 Ha |
| 719-002 | Reserva Natural de Pechora-Ilich      | 62°20′N 59°00′E / 62.333, 59.000           | 730.000 Ha   |
| 719-003 | Distrito forestal de Yaksha           | 61°52′44″N 57°00′30″E / 61.87889, 57.00833 | 15.800 Ha    |

## Historia
En el pasado, los principales grupos de habitantes locales eran mansi (vogules), komi (etnia pecheras, zirios), Khanty (Ostyaks); más tarde también se asentaron rusos. Las primeras crónicas de los siglos X y XI mencionan los pueblos que vivían en los Urales septentrionales, en particular en los Urales del Norte, "...Chyud, Merya, Ves, PeChera...". Después del siglo XVI la palabra "Pechera" desapareció de las páginas de los documentos históricos, aunque la memoria de este pueblo vive en los Urales del Norte y desde el siglo XVI se conservó en el nombre del río y de la región.
En los siglos XVI y XVII los vogules del Alto Pechora (Mansi) utilizaban la palabra "Pechera" para referirse al río y de la región. Los vogules del Alto Pechora (Mansi) son mencionados en las crónicas como un pueblo que pagaba tributo al principado de Moscú. En aquella época empezaron a llegar los rusos desde el sur, y en los siglos XVIII-XIX todo el territorio del Alto Pechorya estaba poblado por rusos.
Muchos nombres de ríos, montañas, extensiones de tierra guardan la memoria de los pueblos que vivieron aquí. Por ejemplo, los Mansi, gradualmente asentados sobre la cordillera de los Urales, dejaron tras de sí su huella en los nombres de una cresta baja (Mansky Bolvans), una extensión de tierra (Manskie Luki), una extensión (Manskaya Volosnitsa).
A finales del siglo XIX-principios del XX. Alta Pripechorye formaba parte de la provincia de Vologda. A finales del siglo XIX, el industrial de Irkutsk Sibiryakov intentó construir (en la parte central del Parque Natural de Pechora-Ilych) la ruta comercial del norte desde el este hacia el norte (en la parte central del Parque Natural de Pechora-Ilych), de Europa a Siberia. Pero no fue más allá de un centenar de kilómetros.

## Flora y fauna
Los Bosques Vírgenes de Komi sirven como un hábitat crucial para numerosas especies animales, incluidas aves, mamíferos e insectos raros y en peligro de extinción. La diversa vida vegetal desempeña un papel significativo en el ciclo del carbono, ayuda a regular los climas locales y mantiene la salud del suelo.

### Flora
La flora de estos bosques se caracteriza por una mezcla de especies boreales y subárticas, mostrando una notable variedad de vida vegetal.La diversa vida vegetal desempeña un papel significativo en el ciclo del carbono, ayuda a regular los climas locales y mantiene la salud del suelo. Dada la importancia ecológica de los Bosques Vírgines de Komi, los esfuerzos de conservación se centran en proteger estos ecosistemas antiguos de la tala, el cambio climático y otros impactos humanos. Preservar la flora es esencial para mantener la biodiversidad y la salud general de la región. La compleja interacción entre estas especies vegetales y su entorno resalta la importancia de los Bosques Vírgines de Komi como un recurso natural vital y un área clave para el estudio y la conservación ecológica.
En el segmento de los árboles coníferas, se distinguen el abeto (Picea abies) el cual es dominante en muchas áreas, estos árboles prosperan en el clima frío y suelos ácidos; el pino (Pinus sylvestris) comúnmente encontrado, el pino silvestre se adapta a varios tipos de suelo y proporciona hábitat para la fauna y el abeto de Siberia (Abies sibirica) el cual a menudo se encuentra en áreas más húmedas, el abeto de Siberia agrega diversidad estructural al bosque.
Entre los árboles de hojas caducas, destacan el abedul (Betula spp.) en especial abedul plateado y el abedul enano son prevalentes, contribuyendo al carácter único del bosque: y el álamo temblón (Populus tremula) este árbol es importante por su rápido crecimiento y su papel en la sucesión.
Entre los arbustos y subbosque, se cuenta el sauce (Salix spp.) comúnmente encontrado cerca de cuerpos de agua, los sauces contribuyen a la diversidad del sotobosque y el arándano (Vaccinium myrtillus) una fuente de alimento crucial para varios animales y una característica común en el sotobosque.
El suelo del bosque a menudo está cubierto de diversos helechos y una variedad de especies de musgos, que prosperan en las condiciones húmedas y sombreadas. Diversas especies de flores silvestres como los nomeolvides (Myosotis spp.) y varias orquídeas añaden color y biodiversidad durante la temporada de floración.

### Fauna
Unas 180 especies de aves viven en la región, algunas de ellas especialmente poco comunes, mientras que se sabe que veinte especies de peces habitan los lagos y ríos del parque. Hay, además, cinco especies de anfibios y una de reptiles.
Algunos de los mamíferos comunes en la región son la liebre de montaña, la ardilla voladora, el reno, el armiño, la nutria, el alce, el lobo, el zorro, el glotón, osos, martas, comadrejas y zorros árticos.

## Clima
El clima de la región están influenciados por su ubicación subártica y su cercanía al Círculo Ártico, presentando un clima continental con variaciones significativas entre las estaciones. A continuación se presenta un desglose detallado de las características climáticas de la región:

### Tipo de clima
La región de los Bosques Vírgenes de Komi experimenta un clima subártico (clasificado como Dfc en la clasificación climática de Köppen), lo que significa que la zona tiene inviernos largos y fríos, y veranos cortos y frescos. El clima está fuertemente influenciado por la ubicación interna de la región, con pocas influencias marítimas debido a su distancia de grandes cuerpos de agua.

### Invierno (de noviembre a marzo)
Los inviernos en los Bosques Vírgenes de Komi son extremadamente fríos, con temperaturas medias diarias que a menudo descienden entre -15 °C y -25 °C (5 °F a -13 °F) en diciembre y enero. En algunos años, las temperaturas pueden bajar aún más, alcanzando -40 °C (-40 °F) o más durante los períodos de frío intenso.
La nieve es común desde finales de noviembre hasta principios de abril. La capa de nieve puede ser gruesa, con profundidades que varían entre 30 cm y 70 cm (12 a 28 pulgadas) en invierno. Esta nieve pesada favorece el crecimiento de bosques nevados y contribuye al paisaje único de la región.
Debido a la cercanía al Círculo Ártico, los meses de invierno se caracterizan por largos períodos de oscuridad. El sol permanece por debajo del horizonte durante períodos extendidos en diciembre y enero, con algunas zonas experimentando noches polares.

### Primavera (de abril a mayo)
La primavera es una temporada de transición corta, con temperaturas que comienzan a subir después del intenso frío del invierno. En abril, las temperaturas aún pueden estar entre -5 °C y -10 °C (23 °F a 14 °F), pero comienzan a subir en mayo, alcanzando +5 °C a +15 °C (41 °F a 59 °F). La región empieza a recibir más lluvias y aguas de deshielo durante este período, lo que puede generar algunas inundaciones, especialmente en áreas bajas y cerca de los ríos. El deshielo de la nieve ocurre típicamente entre finales de abril y principios de mayo, convirtiendo la primavera en una estación húmeda y fangosa.

### Verano (de junio a agosto)
El verano en los Bosques Vírgenes de Komi es breve pero fresco. Las temperaturas medias diarias durante este período oscilan entre +15 °C y +25 °C (59 °F a 77 °F). Sin embargo, ocasionalmente pueden alcanzar los +30 °C (86 °F) durante las olas de calor, aunque esto es raro.  El verano es también la estación más lluviosa, con tormentas y lluvias frecuentes, lo que contribuye a un alto nivel de precipitación, que puede superar los 500 mm (20 pulgadas) en algunas zonas durante los meses de verano. Esto favorece la vegetación exuberante en los bosques.
Debido a su latitud norte, la región disfruta de largas horas de luz durante el verano, con casi 24 horas de luz durante el período de Noches Blancas en junio. Esta luz prolongada proporciona una breve pero intensa temporada de crecimiento para las plantas y los árboles.

### Otoño (de septiembre a octubre)
El otoño es una temporada de transición, con temperaturas que comienzan a bajar a medida que la región se prepara para el invierno. En septiembre, las temperaturas aún pueden ser agradables, entre +10 °C y +15 °C (50 °F a 59 °F), pero en octubre suelen caer entre +0 °C y +5 °C (32 °F a 41 °F). Las primeras heladas pueden ocurrir en septiembre, especialmente en las zonas más elevadas de la región. Para octubre, suelen producirse las primeras nevadas, aunque generalmente no son significativas hasta más adelante en el año.
El otoño se caracteriza por un colorido follaje otoñal, con los bosques que se tiñen de tonos ricos antes de que los árboles pierdan sus hojas en preparación para los meses fríos.

### Patrones climáticos generales
Los vientos en los Bosques Vírgenes de Komi pueden ser fuertes, especialmente durante los meses de invierno, lo que crea un efecto de viento frío que hace que las temperaturas se sientan aún más bajas de lo que son. Esto puede contribuir a condiciones de frío extremo en la región. La zona recibe una precipitación moderada, con precipitaciones anuales que oscilan entre 400 mm y 600 mm (16 a 24 pulgadas), y la nieve contribuye a la humedad general. Las precipitaciones suelen ser más intensas en los meses de verano debido a las lluvias y tormentas frecuentes.
Humedad: El clima es relativamente seco en invierno debido a las bajas temperaturas, pero las condiciones húmedas del verano favorecen los densos y ricos bosques característicos de esta región.

### Extremos estacionales
Los Bosques Vírgenes de Komi pueden experimentar fluctuaciones extremas de temperatura entre las estaciones. En invierno, se han registrado temperaturas tan bajas como -50 °C (-58 °F), mientras que en verano, las temperaturas máximas ocasionales pueden acercarse a +30 °C (86 °F), aunque esto es poco común. El periodo libre de heladas es muy corto, generalmente solo unas pocas semanas en el verano. Es suficiente para la temporada de crecimiento de las plantas resistentes, pero las temperaturas frías regresan rápidamente en el otoño.

## Amenazas existentes
La explotación minera de oro a gran escala dentro del sitio constituiría una amenaza muy grave para sus valores. A pesar de las numerosas peticiones del Comité del Patrimonio Mundial para que se revoquen todas las licencias mineras existentes dentro del sitio, la licencia para el yacimiento de oro de Chudnoe ha sido suspendida, pero no rescindida. En el territorio del parque nacional Yugyd Va, la extracción de oro se lleva a cabo en violación de las leyes internacionales y rusas. El desarrollo de las minas de oro continúa a pesar de la decisión del Comité de Protección Ambiental, según la cual las empresas involucradas en esta actividad ilegal están obligadas a suspender la exploración en el parque nacional.
El Tribunal Supremo de la República de Komi reconoció que la decisión del Jefe de la República sobre la transferencia de los límites del parque nacional es ilegal. Según este decreto, el área de extracción de oro fue excluida tanto del parque nacional como del área del Patrimonio Mundial. Sin embargo, los intentos de mover las fronteras aún continúan y fueron realizados por los Jefes de la República Gaiser y Gaplikov, lo que es duramente condenado por organizaciones ambientales nacionales e internacionales.
En la actualidad, la tala de árboles es una amenaza insignificante para el sitio, ya que su condición de Patrimonio Mundial ha logrado desviar el riesgo de tala a gran escala dentro del sitio y este ha seguido siendo el caso (Estado parte de la Federación de Rusia, 2019) a pesar de la amenaza histórica de tala de árboles en partes de la zona de amortiguamiento del sitio, la cuenca superior del Ilych y potencialmente la cuenca Unia.